# Части 3 и 4 статьи 148 Уголовного кодекса РФ
Части 3 и 4 статьи 148 Уголовного кодекса РФ «Нарушение права на свободу совести и вероисповеданий» предусматривают ответственность за незаконное воспрепятствование деятельности религиозных организаций или проведению богослужений, других религиозных обрядов и церемоний (ч. 3), в том числе совершённое лицом с использованием своего служебного положения или с применением насилия или с угрозой его применения (ч. 4).

## История
Действовавший в советский период Уголовный кодекс РСФСР 1960 года в ст. 143 предусматривал ответственность за аналогичное деяние: «воспрепятствование совершению религиозных обрядов, не нарушающих общественного порядка и не сопровождающихся посягательством на права граждан». Законом РФ от 27 августа 1993 г. № 5668-1 в УК РСФСР были внесены поправки, согласно которым наказуемым стало «воспрепятствование законному осуществлению права на свободу совести и вероисповедания, в том числе совершению религиозных обрядов, сопряженное с насилием или угрозой насилия над личностью, а равно с уничтожением и повреждением имущества граждан, религиозных и общественных объединений или с угрозой совершения такого деяния».

## Социальная обусловленность уголовной ответственности
Согласно ст. 9 Конвенции о защите прав и свобод человека и гражданина, а также ст. 28 Конституции РФ, каждый вправе индивидуально или совместно с другими лицами исповедовать любую религию (или не исповедовать никакой), а также выбирать, иметь и распространять религиозные и иные убеждения и действовать в соответствии с ними. Это составляющая личного права человека на свободу совести и вероисповедания. Установление уголовной ответственности за воспрепятствование деятельности религиозных организаций или проведению богослужений, других религиозных обрядов и церемоний имеет своей целью защиту данного права, которое признаётся и поддерживается подавляющим большинством населения России.
В российском обществе конца XX — начала XXI века сложилась достаточно благополучная ситуация с защитой права на участие в деятельности религиозных организаций и в проведении богослужений и религиозных обрядов: по данным социологических опросов, большая часть населения (свыше 80 %) не ощущает какого-либо притеснения или давления в связи с вероисповеданием или мировоззрением. В связи с этим возникают дискуссии о необходимости установления уголовной ответственности за незаконное воспрепятствование деятельности религиозных организаций или проведению богослужений, других религиозных обрядов и церемоний.
Социологические опросы, проводившиеся в 2013 году, показали, что необходимость существования нормы ч. 3 ст. 148 УК РФ в современных условиях поддержали 59 % опрошенных граждан, 16 % — высказались против, а 25 % — затруднились ответить однозначно.

## Состав преступления

### Объект преступления
Рассматриваемое преступление относится к числу деяний, посягающих на личные конституционные права и свободы. Основным непосредственным объектом данного преступления является конституционное право на свободу совести и выбора вероисповедания. По мнению В. Г. Беспалько, фактически данное преступление посягает на религиозную безопасность, составляющей которой данный автор считает невмешательство государства и кого бы то ни было в дела религиозных организаций.
Право на свободу совести не является неограниченным: недопустима организация и деятельность таких религиозных объединений, которые посягают на личность и права граждан путём применения к ним насилия, причинения вреда их жизни и здоровью, побуждения к отказу от исполнения гражданских обязанностей либо совершению противоправных деяний. Запрещёнными также являются экстремистские объединения, деятельность которых связана с возбуждением ненависти или вражды к определённым группам лиц. Воспрепятствование деятельности таких религиозных объединений, по мнению В.П. Коняхина и П.В. Бахметьева, не только не является противоправным, но и образует общественно полезное деяние.
Потерпевшим от данного преступления может выступать лицо, исповедующее определённую религию.

### Объективная сторона преступления
Объективная сторона состава, предусмотренного ст. 148 УК РФ, включает в себя различного рода деяния, направленные на затруднение осуществления религиозной организацией законной деятельности, либо создание препятствий к осуществлению религиозных обрядов. Такие деяния могут быть выражены в форме закрытия помещения, в котором проводятся религиозные действия, в незаконном отказе от регистрации религиозной организации и даже в насильственных действиях в отношении верующих.

### Субъект преступления
Субъектом преступления является физическое вменяемое лицо, достигшее 16-летнего возраста.

### Субъективная сторона преступления
Субъективная сторона характеризуется виной в форме прямого умысла.

### Квалифицированный состав
Квалифицированный состав предусмотрен в ч. 4 ст. 148 УК РФ и предусматривает два альтернативных признака: совершение деяния 1) лицом с использованием своего служебного положения и 2) с применением насилия или с угрозой его применения.
Первый признак предполагает совершение деяния должностными лицами, государственными и муниципальными служащими, лицами с управленческими функциями в коммерческих и иных организациях. Его содержание может составлять, например, незаконный отказ в регистрации религиозных организаций, воспрепятствование согласованию мест проведения религиозных мероприятий. По поводу широкой или узкой трактовки данного признака в уголовно-правовой науке нет единства. А. В. Бриллиантов настаивает на узком понимании: использование полномочий и возможностей, которые предоставляет занимаемая должность. В. П. Коняхин и П. В. Бахметьев указывают, что при совершении преступления указанные лица могут использовать как формальные служебные полномочия, так и авторитет занимаемой должности. Также они считают, что данную часть ст. 148 УК РФ следует применять только тогда, когда у должностного лица отсутствует мотив корыстной или иной личной заинтересованности. Если такой мотив есть, деяние нужно квалифицировать как должностное преступление (злоупотребление полномочиями или злоупотребление должностными полномочиями).
Второй признак с учётом санкции ч. 4 ст. 148 УК РФ и сложившейся практики применения уголовного закоона охватывает воздействие, не образующее самостоятельного состава преступления, либо наказуемое не более чем одним годом лишения свободы (легкий вред здоровью, побои при отсутствии квалифицирующих признаков). Психическое насилие включает угрозы применения физического насилия, не образующего состава преступления, угрозы побоями, причинением легкого или средней тяжести вреда здоровью. Более опасные виды насилия влекут ответственность по совокупности преступлений. В. П. Коняхин и П. В. Бахметьев критикуют действующую санкцию ч. 4 ст. 148 УК РФ (максимум 1 год лишения свободы) как заниженную, что создает сложности квалификации.

## Смежные деяния
Административная ответственность установлена за деяние схожего характера: «воспрепятствование осуществлению права на свободу совести и свободу вероисповедания, в том числе принятию религиозных или иных убеждений или отказу от них, вступлению в религиозное объединение или выходу из него» (ст. 5.26 КоАП РФ). Учёные указывают на размытую формулировку данной нормы административного законодательства и её пересечение с уголовно-правовой нормой.